# Bistum Como
Das Bistum Como (lateinisch Dioecesis Comensis, italienisch Diocesi di Como) ist eine Diözese der römisch-katholischen Kirche in Italien mit Sitz in Como.
Es untersteht als Suffraganbistum dem Erzbistum Mailand. Als Kathedrale dient der Dom zu Como. Das Bistum wurde im 4. Jahrhundert gegründet.

## Geschichte
Das Bistum Como wurde 386 durch Bischof Ambrosius von Mailand gegründet. Erster Bischof war der Heilige Felix, der sich bei der Christianisierung Comos sowie des Veltlins verdient machte. Als Mutterkirche Comos gilt deshalb Mailand. Lokale Legenden weisen die Christianisierung Comos allerdings dem heiligen Hermagoras von Aquileia zu.

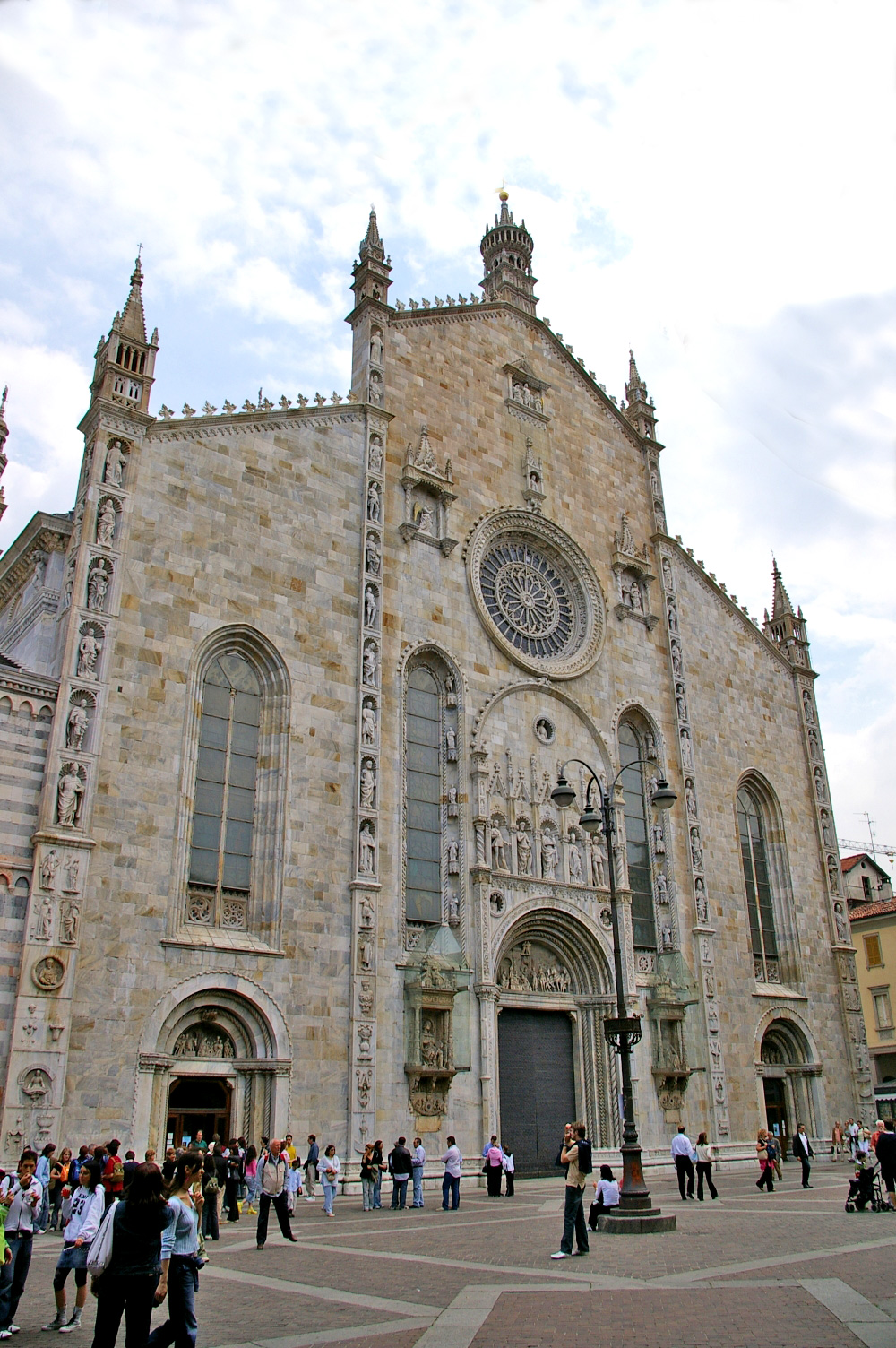
Fassade des Doms Santa Maria Assunta in Como

Ursprünglich unterstand das Bistum Como dem Erzbistum Mailand. Das ganze Frühmittelalter hindurch war die Beziehung beider Diözesen von Spannungen geprägt, die zwischen 606 und 608 anlässlich des Dreikapitelstreits zur Trennung Comos von Mailand führten. In der Folge unterstellte sich Como dem Patriarchat von Aquileia und behielt deshalb bis 1598 den ritus patriarchinus von Aquileia bei. Seither folgt Como dem römischen Ritus.
Während des Frühmittelalters erwarben die Bischöfe von Como von den Herrschern des Heiligen Römischen Reiches zahlreiche weltliche Privilegien, Herrschaftsrechte und Regalien. Im 10. Jahrhundert übten die Bischöfe von Como in einem großen Teil ihrer Diözese deshalb auch die weltliche Macht aus. Die Stadt Como emanzipierte sich jedoch bereits im 11. Jahrhundert von der Herrschaft der Bischöfe. Ab 1355 unterstand das Territorium von Como dem Herzogtum Mailand. Nach der Eroberung des Veltlins, Chiavennas und Bormios durch die Drei Bünde verursachte das Eindringen der Reformation auf dem Bündner Gebiet heftige Auseinandersetzungen zwischen den Konfessionen, die nach der Ermordung des katholischen Erzpriesters von Sondrio, Nicolò Rusca, zu den Bündner Wirren führten. Während für die Bündner Untertanengebiete die Reformation durch den Veltliner Mord und die Gegenreformation praktisch rückgängig gemacht werden konnte, blieben in den Pfarreien Poschiavo und Brusio reformierte Gemeinden bestehen.

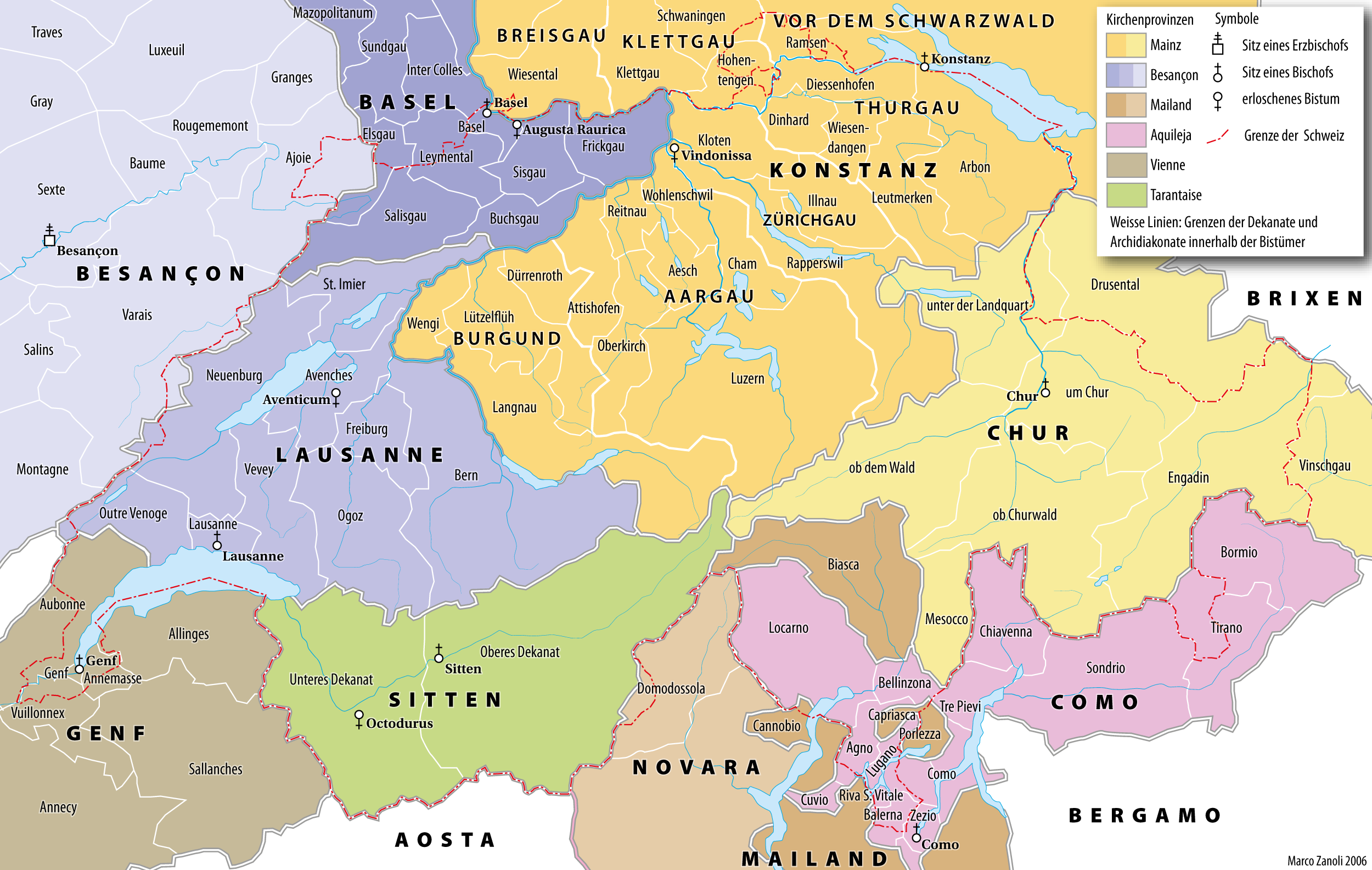
Das historische Gebiet des Bistums Como (rosa)

Die alten Grenzen des Bistums Como wiesen besonders im heutigen Kanton Tessin einen komplizierten und unregelmäßigen Verlauf auf. Das Sottoceneri (mit Ausnahme von Capriasca und Campione d’Italia) sowie Locarno und Bellinzona gehörten zu Como, die sogenannten „Ambrosianischen Täler“ zu Mailand. Seit 1884 bilden die schweizerischen Teile des Bistums im Tessin zusammen mit den ehemals Mailand unterstehenden Gebieten das Bistum Lugano. Weiter gehörten ursprünglich auch die Bündner Talschaften des Bergell und des Puschlav zu Como. Ersteres ging im 10. Jahrhundert nicht ohne Konflikte an das Bistum Chur, letzteres wurde 1869/70 einvernehmlich an das Bistum Chur übertragen.
1528 wurde Como dem Patriarchat Aquileia entzogen und wieder dem Erzbistum Mailand unterstellt. Nachdem Mailand zu Österreich gekommen war, wies der Kaiser 1751 Como für kurze Zeit dem Erzbistum Görz zu. Seit 1807 untersteht Como wieder Mailand.
Zahlreiche Bischöfe von Mailand wurden heiliggesprochen. St. Probinus (391); St. Amantius (420); St. Abundius (450), päpstlicher Legat am Konzil von Chalcedon; St. Consul (469); St. Exuperantius (495); St. Eusebius (512); St. Eutychius (525); St. Euplius (532); St. Flavianus (535); St. Prosper (560); St. Johannes Orcus (565); St. Agrippinus (568); St. Rubianus (586); St. Martinianus (615); St. Victorinus (628), Bekämpfer des Arianismus unter den Langobarden etc.
Bedeutende Bischöfe waren Albericus (1010), Gründer der Abtei St. Abondio; Rainald (1061), der von Heinrich IV. verbannt wurde wegen seiner Treue zu Papst Gregor VII.; Wilhelm della Torre (1204), Erbauer zahlreicher bedeutender Kirchen; Lucchino Borsano (1396), der den Neubau der Kathedrale von Como initiierte.